# Hupu Mada
Hupu Mada is een bestuurslaag in het regentschap West-Soemba van de provincie Oost-Nusa Tenggara, Indonesië. Hupu Mada telt 1406 inwoners (volkstelling 2010).